# Teresa Koloma Beck

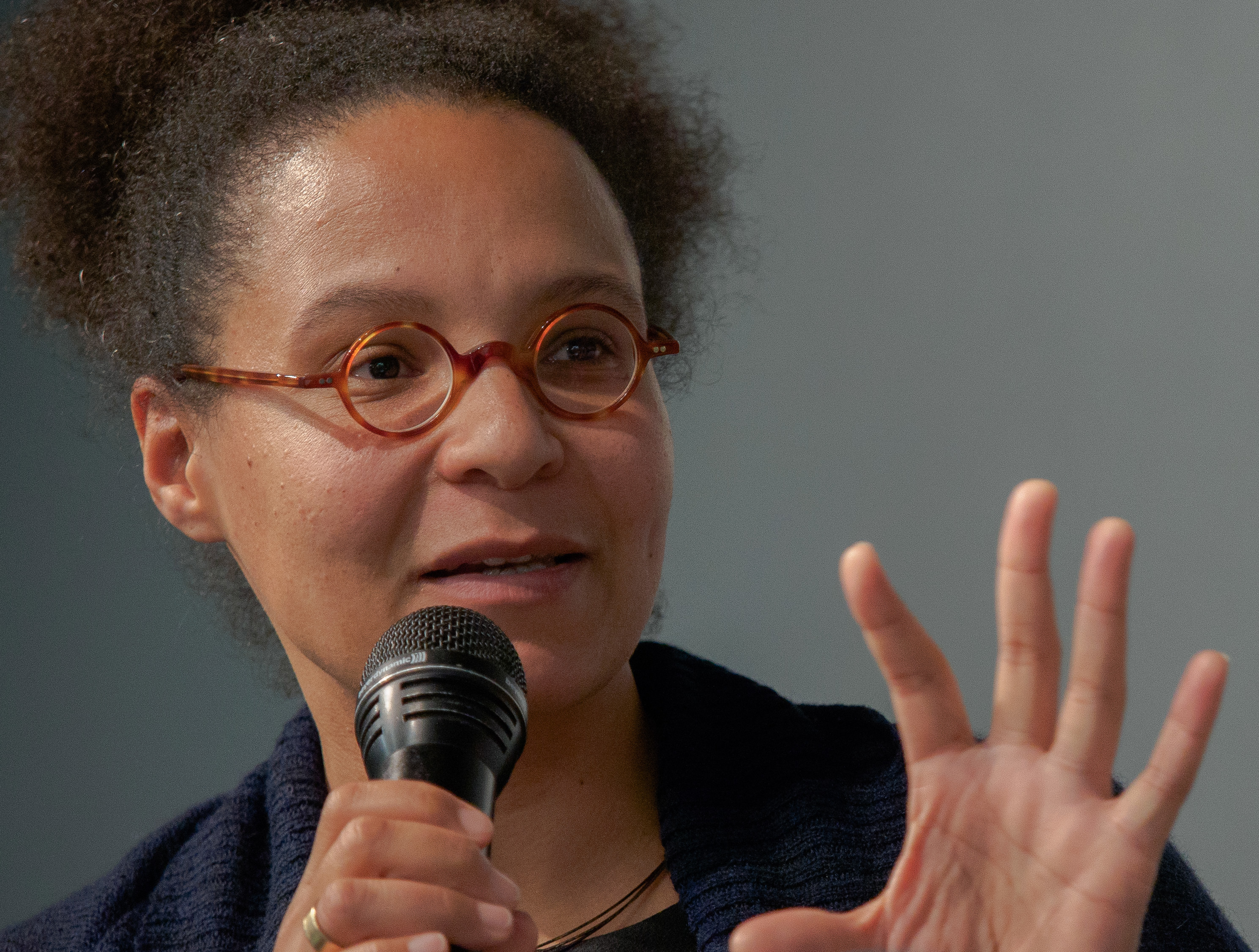
Teresa Koloma Beck, 2015

Teresa Koloma Beck (* 1977 in Weimar) ist eine deutsche Soziologin und Professorin. Sie war von 2017 bis 2020 Inhaberin der Professur für Soziologie der Globalisierung an der Fakultät für Staats- und Sozialwissenschaften der Universität der Bundeswehr München in Neubiberg. Seit 1. Januar 2021 ist sie Professorin für Soziologie mit dem Schwerpunkt Gesellschaftsanalyse und sozialer Wandel an der Helmut-Schmidt-Universität/Universität der Bundeswehr Hamburg.

## Leben
Beck wuchs in Gera auf. Sie studierte am Institut d’études politiques de Paris und an der Universität Witten/Herdecke. Nach der Promotion 2010 an der Humboldt-Universität zu Berlin über Veralltäglichungsprozesse im Bürgerkrieg leitete sie am Centre Marc Bloch die deutsch-französische Nachwuchsgruppe Espaces et Violences | Gewalträume (2013–2016). Sie forschte ethnographisch zu Kriegs- und Nachkriegsgesellschaften in Angola (2005/2006), Mosambik (2010) und Afghanistan (2015).

## Schriften (Auswahl)
- The Normality of Civil War. Armed Groups and Everyday Life in Angola. Frankfurt am Main 2012, ISBN 3-593-39756-0.
- als Herausgeberin mit Susanne Buckley-Zistel, Christian Braun und Friederike Mieth: Transitional Justice Theories. London 2014, ISBN 978-0-415-82210-7.
- mit Klaus Schlichte: Theorien der Gewalt zur Einführung. Hamburg 2017, ISBN 978-3-88506-080-2.
- als Herausgeberin mit Falk Bretschneider, Ariane Jossin und Daniel Schönpflug: Gewalt vor Ort. Violence située. Raum – Körper – Kommunikation. Espace – Corps – Communication . Frankfurt am Main 2019, ISBN 9783593507989.
- als Herausgeberin mit Florian P. Kühn: Zur Intervention. Afghanistan und die Folgen, Hamburger Edition, Hamburg 2023, ISBN 978-3-86854-378-0.

## Auszeichnungen
- 2016: Thomas-A.-Herz-Preis für qualitative Sozialforschung[3]  der Deutschen Gesellschaft für Soziologie

## Belege
1. ↑  Fakultät GeiSo. Fächergruppen, Professuren und Arbeitsbereiche der Fakultät. Helmut-Schmidt-Universität/Universität der Bundeswehr Hamburg, abgerufen am 12. Februar 2021.
2. ↑  Ulrike Merkel: Aufgewachsen in Gera: „Wenn ich schon auffalle, dann bloß nicht negativ“. 14. November 2023, abgerufen am 16. Februar 2024.
3. ↑  Thomas A. Herz-Preis, soziologie.de, abgerufen am 2. Dezember 2019.

| Personendaten    | Personendaten       |
| ---------------- | ------------------- |
| NAME             | Koloma Beck, Teresa |
| KURZBESCHREIBUNG | deutsche Soziologin |
| GEBURTSDATUM     | 1977                |
| GEBURTSORT       | Weimar              |